# Eicher Motors
Eicher ou Eicher Motors est un constructeur de poids lourds et de tracteurs indien dont le siège est à Gurgaon, descendant de la société allemande de fabrication de tracteurs Eicher fondée en 1934 et disparue en 1982.
Royal Enfield, constructeur de motos, est depuis 1994 une filiale à part entière du groupe Eicher Motors.

## Histoire
Cette entreprise a été fondée en 1948 sous le nom de Goodearth Company pour importer des tracteurs.

À la fin des années 1950, l'entreprise devient Eicher et fabrique ses propres tracteurs. 

En 1982, l'entreprise signe un partenariat avec Mitsubishi pour des véhicules commerciaux légers. 

En 1987, Eicher devient publique. 

En 1993, Eicher acquiert la majorité de Enfield India (en) (60%).

En 2008, Eicher et Volvo signent un accord de coentreprise.